# 本巣市立真桑小学校
本巣市立真桑小学校（もとすしりつ まくわしょうがっこう）は、岐阜県本巣市の公立小学校。

## 就学区域
- 上真桑、下真桑、軽海、十四条、宗慶、小柿[1]
- 本巣市は学校選択制を導入しており、就学区域外の本巣市内在住者でも、1年生の入学時および転入時においてのみ真桑小学校を選択することが可能[1][2]。

## 沿革
- 1873年（明治6年） - 
  - 下真桑村に知新学校が開校する。下真桑村、早野村、中野村、小弾正村が通学区域。
  - 十四条村に漸々学校を開校する。十四条村、十五条村、軽海村が通学区域。
  - 屋井村に好問学校が開校する。屋井村、更屋敷村が通学区域。
  - 政田村に教倫学校が開校する。政田村、国領村、浅木村、温井村、海老村、下福島村、森村が通学区域。
  - 上真桑村に上真桑小学校が開校する。校区は上真桑村。
- 1877年（明治10年） - 上真桑村の一部（本郷・明喜）が上真桑小学校から知新学校に移る。
- 1883年（明治17年） -  知新学校、漸々学校、好問学校、教倫学校、真桑小学校が合併し、斬文学校となる。本校は旧・知新学校に設置され、第一出張所（旧・真桑小学校）、第二出張所（旧・教倫学校）、第三出張所（旧・好問学校）、分教場（旧・漸々学校）を設置する。
- 1886年（明治19年） - 
  - 真桑尋常小学校に改称する。
  - 第二出張所が分離独立し、政田尋常小学校となる。
- 1893年（明治26年） - 七五三村に七五三尋常小学校（現・本巣市立土貴野小学校）が出来、七五三村の生徒が移動する。
- 1897年（明治30年） - 
  - 小柿村、軽海村、宗慶村、十四条村、上真桑村、下真桑村が合併し、本巣郡真桑村が発足。
  - 旧・早野村の生徒は七五三尋常小学校へ移動。真桑村の学校・出張所・分教場は再編され、第一真桑尋常小学校（宗慶）、第二真桑尋常小学校（真桑）の2校に統廃合される。
- 1902年（明治35年） - 第一真桑尋常小学校と第二真桑尋常小学校が合併し、真桑尋常小学校となる。現在地に移転。
- 1941年（昭和16年） - 真桑国民学校に改称する。
- 1947年（昭和22年） - 真桑村立真桑小学校に改称する。
- 1955年（昭和30年）4月1日 - 真桑村と弾正村が合併し、真正村が発足。同時に真正村立真桑小学校に改称する。
- 1964年（昭和39年）4月1日 - 町制施行により真正町となる。同時に真正町立真桑小学校に改称する。
- 2004年（平成16年） - 本巣町、真正町、糸貫町、根尾村が合併し本巣市が発足。同時に本巣市立真桑小学校に改称する。

## 進学先中学校
- 本巣市立真正中学校

## 著名な出身者
- 戸本一真（馬術選手、東京五輪日本代表）[3]